# Maurilia lubinatula
Maurilia lubinatula är en fjärilsart som beskrevs av Embrik Strand 1915. Maurilia lubinatula ingår i släktet Maurilia och familjen trågspinnare. Inga underarter finns listade i Catalogue of Life.